# Người đẹp ngủ trong rừng (phim 1959)
Người đẹp ngủ trong rừng (tiếng Anh: Sleeping beauty) là bộ phim hoạt hình do hãng Walt Disney sản xuất năm 1959, dựa trên truyện cổ tích cùng tên, cũng như dựa trên vở ballet rất nổi tiếng của nhà soạn nhạc Pyotr Ilyich Tchaikovsky. Bộ phim thứ 16 này của Disney được ra mắt vào ở các rạp vào ngày 29 tháng 1 năm 1959 bởi nhà phân phối Buena Vista. Đây là bộ phim cuối cùng của Disney được chuyển thể từ truyện cổ tích do lượng vé mua không nhiều. Hãng phim đã không quay trở lại thể loại này cho đến 30 năm sau. Sau khi ông Walt Disney qua đời vào năm 1966 cùng với sự ra mắt của bộ phim Nàng tiên cá (1989).

## Nội dung
Ngày xửa ngày xưa tại một vương quốc xa xôi nọ, sau bao ngày tháng mong chờ, hoàng hậu nhân từ cuối cùng đã hạ sinh được một nàng công chúa xinh xắn đặt tên là Aurora. Quá đỗi vui mừng trước sinh linh bé nhỏ mới chào đời, nhà vua và hoàng hậu mở một buổi tiệc tưng bừng và mời ba bà tiên đỡ đầu ban phép lành cho nàng công chúa nhỏ. Các bà tiên đến dự tiệc ban tặng những quà tặng tuyệt vời như những lời chúc công chúa xinh đẹp, hát hay... Bỗng nhiên mụ phù thủy Maleficent xuất hiện với nỗi tức giận vì đã không được mời đến. Mụ tức tối cho rằng nhà vua và hoàng hậu đã xem thường mụ. Vì thế Maleficent ra một lời nguyền độc ác: năm 16 tuổi, công chúa sẽ bị mũi nhọn của một con thoi đâm vào ngón tay và chết. Để hóa giải lời nguyền, một bà tiên đã nguyện rằng khi đâm vào con thoi, công chúa sẽ không chết mà sẽ ngủ một giấc dài cho đến khi nào được nụ hôn của tình yêu thật sự đánh thức cô.
Lo lắng cho con gái yêu trước lời nguyền độc địa của mụ Maleficent, nhà vua độc đoán nhờ ba bà tiên đỡ đầu đưa nàng công chúa nhỏ vào rừng nuôi dưỡng. Ba bà tiên đã phải giả dạng dân thường để bảo vệ công chúa, đồng thời hạn chế không dùng phép thuật để tránh sự truy đuổi của mụ Maleficent. Cứ như thế, nàng công chúa nhỏ Aurora lớn lên một cách hồn nhiên giữa núi rừng và trong tình thương yêu săn sóc của ba bà tiên. Nàng không biết mình là một công chúa mà vẫn giản dị như các cô thôn nữ. Mười sáu năm đã trôi qua một cách bình yên. Nàng công chúa càng lớn càng có một sắc đẹp mặn mà. Như bao người con gái tuổi trăng rằm, công chúa thầm mơ tình yêu của một hoàng tử đẹp trai, tài giỏi và một cuộc sống hạnh phúc như bao lứa đôi trên thế gian.
Đúng vào sinh nhật lần thứ 16, do sơ suất của ba bà tiên, tung tích của nàng công chúa dễ thương đã bị lộ. Lời nguyền độc địa của mụ Maleficent đã hiệu nghiệm, trong một phút sơ sẩy, nàng công chúa bị mũi nhọn của một con thoi đâm vào ngón tay. Ngay lập tức, nàng rơi vào giấc ngủ triền miên. Ba bà tiên đặt nàng lên giường và hóa phép cho cả vương quốc cũng chìm vào giấc ngủ dài.
Không còn cách nào khác, ba bà tiên phải tìm sự trợ giúp từ hoàng tử Phillip dũng cảm, có nụ cười ngọt ngào và dịu dàng, là người yêu của Aurora để giải lời nguyền. Họ cứu hoàng tử Phillip ra từ ngục tối của mụ Maleficent và giúp chàng đến lâu đài. Biết được chàng đã trốn thoát, mụ Maleficent điên tiết dùng phép thuật của mình tạo ra rừng gai ngăn không cho chàng tới lâu đài, nhưng hoàng tử Phillip vẫn vượt qua được. Cuối cùng mụ Maleficent hóa thân thành một con rồng khổng lồ để tấn công Phillip và bị chàng đâm chết, giải thoát cho vương quốc bị lãng quên.
.Hoàng tử Phillip tìm đến nơi công chúa đang thiếp ngủ và đặt lên môi nàng một nụ hôn dịu dàng. Lời nguyền của mụ Maleficent đã được hóa giải, cả vương quốc tỉnh giấc, ai làm việc nấy tiếp tục như xưa và tưng bừng ăn mừng lễ cưới của hoàng tử và công chúa. Họ sống hạnh phúc bên nhau trọn đời còn nhà vua thì không còn kiêu ngạo nữa.

## Diễn viên lồng tiếng
- Mary Costa vai Công chúa Aurora / Briar Rose
- Eleanor Audley vai Maleficent
- Verna Felton vai Flora (bà tiên áo đỏ) và Hoàng hậu Leah (mẹ của công chúa Aurora)
- Barbara Jo Allen vai Fauna (bà tiên áo xanh lá)
- Barbara Luddy vai Merryweather (bà tiên áo xanh dương)
- Bill Shirley vai Hoàng tử Phillip
- Taylor Holmes vai Vua Stefan (cha của công chúa Aurora)
- Bill Thompson vai Vua Hubert (cha của hoàng tử Phillip)

## Nhạc phim
| STT | Tên bài hát | Độ dài |
| --- | --- | ------ |
| 1.  | "Main Title/Once Upon a Dream/Prologue" - (Nhạc mở màn) | 2:57   |
| 2.  | "Hail to the Princess Aurora" - (Mừng vui cho công chúa Aurora) | 1:57   |
| 3.  | "The Gifts of Beauty and Song/Maleficent Appears/True Love Conquers All" - (Món quà của sắc đẹp và giọng hát/ Sự xuất hiện của Maleficent/ Tình yêu có thể chiến thắng tất cả) | 5:38   |
| 4.  | "The Burning of the Spinning Wheels/The Fairies Plan" - (Thiêu rụi những xe quay sợi/ Kế hoạch của những bà tiên)                                                              | 4:32   |
| 5.  | "Maleficent's Frustration" - (Cơn giận của Maleficent) | 2:08   |
| 6.  | "A Cottage in the Woods" - (Ngôi nhà tranh trong rừng) | 3:27   |
| 7.  | "Do You Hear That?/I Wonder" - (Mày có nghe thấy không?\ Ta tự hỏi) | 3:57   |
| 8.  | "An Unusual Prince/Once Upon a Dream (Reprise)" - (Chàng hoàng tử lạ) | 3:29   |
| 9.  | "Magical House Cleaning/Blue or Pink" - (Dọn nhà với phép thuật/ Hồng hay Xanh)                                                                                                | 2:47   |
| 10. | "A Secret Revealed" - (Bí mật bị lộ) | 1:57   |
| 11. | "Skumps (Drinking Song)/The Royal Argument" - (Bài hát say xưa/ Tranh cãi hoàng gia)                                                                                           | 4:09   |
| 12. | "Prince Phillip Arrives/How to Tell Stefan" - (Hoàng tử Phillip đã đến/ Làm sao để nói với vua Stefan)                                                                         | 2:26   |
| 13. | "Aurora's Return/Maleficent's Evil Spell" - (Aurora trở lại/ Lời nguyền độc ác của Maleficent)                                                                                 | 5:06   |
| 14. | "Poor Aurora/Sleeping Beauty" - (Aurora tội nghiệp/ Công chúa ngủ trong rừng)                                                                                                  | 2:57   |
| 15. | "Forbidden Mountain" - (Ngọn núi cấm) | 2:51   |
| 16. | "A Fairy Tale Come True" - (Cổ tích thành hiện thực) | 2:48   |
| 17. | "Battle with the Forces of Evil" - (Đấu tranh với thế lực tà ác) | 5:11   |
| 18. | "Awakening" - (Thức tỉnh) | 2:44   |
| 19. | "Finale (Once Upon a Dream)" - (Nhạc kết phim) | 1:43   |

## Giải thưởng
- Giải Oscar
- Best Scoring of a Musical Picture (George Bruns)
- Giải Grammy
- Best Soundtrack Album, Original Cast – Motion Picture hoặc Television
- Giải Nghệ sĩ trẻ
- Best Musical Entertainment Featuring Youth – TV hoặc Motion Picture
- Danh sách Viện phim Mỹ
- Danh sách 100 anh hùng và kẻ phản diện của Viện phim Mỹ:
  - Maleficent – Nhân vật phản diện được đề cử
- Danh sách 10 phim hay nhất thuộc 10 thể loại của Viện phim Mỹ – Đề cử